# Babbar Khalsa
Babbar Khalsa International (BKI, em panjabi:  ਬੱਬਰ ਖ਼ਾਲਸਾ), mais conhecido como Babbar Khalsa, é uma organização terrorista sikh cujo principal objetivo é criar um país sikh independente, o Khalistan. Seus apoiadores o veem como um movimento de resistência.  Opera no Canadá, Alemanha, Reino Unido e algumas partes da Índia.
A organização emprega ataques armados para cumprir seu objetivo e foi oficialmente banida e designada como organização terrorista internacional pelos Estados Unidos,  Canadá, Reino Unido, União Europeia,  Japão e Índia. 
O Babbar Khalsa foi criado em 1978 após confrontos com a seita dos sikhs Nirankari. Esteve ativo durante toda a década de 1980 na insurgência em Punjab e ganhou notoriedade internacional por matar 329 civis (principalmente canadenses) no voo Air India 182  e pelo atentado ao Aeroporto Internacional de Narita em 1985. Sua influência declinou na década de 1990 depois de vários de seus líderes foram mortos em confrontos com a polícia indiana. 